# Aníbal Ciocca
Aníbal Ciocca (* 23. Juli 1915; † 7. November 1981) war ein uruguayischer Fußballspieler.

## Karriere

### Verein
Offensivakteur "Príncipe" Ciocca spielte auf Vereinsebene zunächst 1931 für die Montevideo Wanderers. Von dort wechselte er gegen Ende des Jahres zu Nacional Montevideo. Bereits 1931 debütierte er bei den "Bolsos" und gehörte von 1932 bis 1946 dem Kader in der Primera División an. 1934 wurde er mit 13 erzielten Treffern, 1936 mit 14 geschossenen Toren jeweils Torschützenkönig. In den Jahren 1933, 1934, 1939, 1940, 1941, 1942, 1943 und 1946 gewann sein Verein die Uruguayische Meisterschaft, von denen ihm die ersten sieben Titel explizit zugeschrieben werden. Somit war er am sogenannten Quinquenio de Oro, den fünf aufeinanderfolgenden Meisterschaften der Jahre 1939 bis 1943, beteiligt, bei dem er mit Luis Ernesto Castro, Atilio García, Roberto Porta und Bibiano Zapirain die Offensivabteilung der erfolgreichen Mannschaft bildete. Insgesamt erzielte er während seiner Zugehörigkeit zu Nacional 155 Tore für den Klub.

### Nationalmannschaft
Ciocca war Mitglied der A-Nationalmannschaft Uruguays, für die er zwischen dem 18. Juli 1934 bis zu seinem letzten Einsatz am 4. April 1943 21 Länderspiele absolvierte. Dabei erzielte er sieben Länderspieltore. Er gehörte dem Aufgebot Uruguays bei den Südamerikameisterschaften 1935, 1939 und 1942 an. 1935 und 1942 gewann Uruguay den Titel. Er nahm mit Uruguay in den Jahren 1935 und 1936 sowohl den beiden Ausspielungen der Copa Juan Mignaburu als auch an denjenigen der Copa Hector Gomez teil. 1937 spielte er mit der Celeste bei der Copa Lipton, 1938 erneut bei der Copa Hector Gomez.

### Erfolge
- Südamerikameister: 1935, 1942
- Uruguayischer Meister: 1933, 1934, 1939, 1940, 1941, 1942, 1943, (1946)
- Torschützenkönig der Primera División: 1934, 1936